# ابومنصور موفق هروی
ابومنصور موفق هروی مشهور به موفق هروی، فرزند علی، پزشک و داروشناس ایرانی در سدهٔ ۴ و ۵ هجری قمری بوده‌است. او نویسندهٔ کهن‌ترین کتاب فارسی موجود در زمینه داروشناسی است.
موفق هروی احتمالاً نخستین کسی است که در عهد منصور یکم سامانی و در هرات، در صدد نوشتن کتابی در زمینه داروشناسی به زبان فارسی نو شده است. او برای کسب اطلاعات مسافرت‌های زیادی در ایران و هند کرد. اثر بسیار ارزشمند او کتاب الابنیه عن حقایق الادویه تنها کتابی است که از او به‌ جا مانده است. در این اثر مشخصات ۵۸۵ دارو برحسب تأثیرشان طبقه‌بندی شده است.

## کتاب داروشناسی
او در پیشگفتار کتابش بیان می‌کند که کتاب‌های حکیمان پیشین و عالمان و طبیبان محدث را جستجو کرده و ادویه و اغذیه مفرد و غیرش نیز و کردار هر دارویی و منفعت‌ها و مضراتشان را بررسی کرده است. چنان‌که از بقراط، جالینوس، دیوسکوریدس، ماسرجویه، ابن ربن طبری، حنین بن اسحاق، ثابت بن قره، محمد بن زکریای رازی، سنان بن ثابت و موسی بن سنان یاد کرده است. با این حال، چنین به‌نظر می‌رسد که او به پزشکان هندی علاقه‌مندتر بوده‌ است. چنان‌که دربارهٔ یونانیان و رومیان می‌نویسد که: «[آنان] به غلط افتاده‌اند، حکیمان هند بر صواب‌اند.»
او در بیان چرایی نگارش کتابش نوشته است:
کهن‌ترین نسخه‌ای که از کتاب وی در دست است، در سال ۴۴۷ قمری و به دست اسدی طوسی، شاعر و واژه‌شناس نامدار کتابت شده‌است و امروزه در کتابخانهٔ ملی اتریش در وین نگهداری می‌شود.

## دربارهٔ او
عده‌ای از خاورشناسان از مقدمهٔ کتاب وی چنین فهمیده‌اند که او در زمان منصور بن نوح سامانی (۳۵۰–۳۶۶ ه‍.ق) می‌زیسته؛ اما این ادعا مورد قبول بسیاری از پژوهشگران ایرانی نمی‌باشد. اسدی طوسی این کتاب را در ۴۴۷ قمری کتابت نموده‌است و در پایان برای سلامت مؤلف (یعنی موفق هروی) دعا کرده‌است، که این را نشانهٔ زنده بودن مولف در زمان کتابت کتاب دانسته‌اند. گرچه این احتمال هم داده شده که ممکن است اسدی تمام عبارت دعا را عیناً از روی نسخهٔ اصلی، که در حیات مؤلف نوشته شده، استنتاج کرده باشد.